# 15985 Bhatnagar
15985 Bhatnagar è un asteroide della fascia principale. Scoperto nel 1998, presenta un'orbita caratterizzata da un semiasse maggiore pari a 2,2216700 au e da un'eccentricità di 0,0509402, inclinata di 7,54535° rispetto all'eclittica.